# Burzaco
Burzaco es una localidad de Argentina perteneciente al partido de Almirante Brown, provincia de Buenos Aires. Está ubicada en la zona sur del conurbano bonaerense, a 25 km de la ciudad de Buenos Aires.

## Geografía

### Ubicación

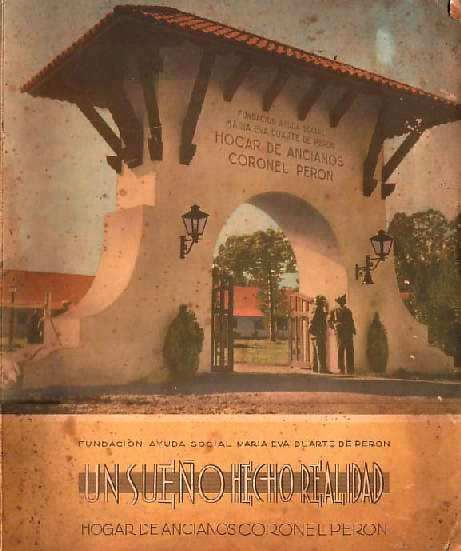
Hogar de ancianos en Burzaco.

Limita con Malvinas Argentinas por la calle Peteribi, Drago y Miguel Diomede, con Adrogué por Av. H. Yrigoyen, y J. D. Perón, con Rafael Calzada por Erezcano y Humberto Primo, con Claypole y Don Orione por República Argentina, con Ministro Rivadavia por Araujo, con Longchamps por Araujo, Combate Monte Santiago, 6 de febrero, y con Monte Grande por Av. Argentina.

## Historia

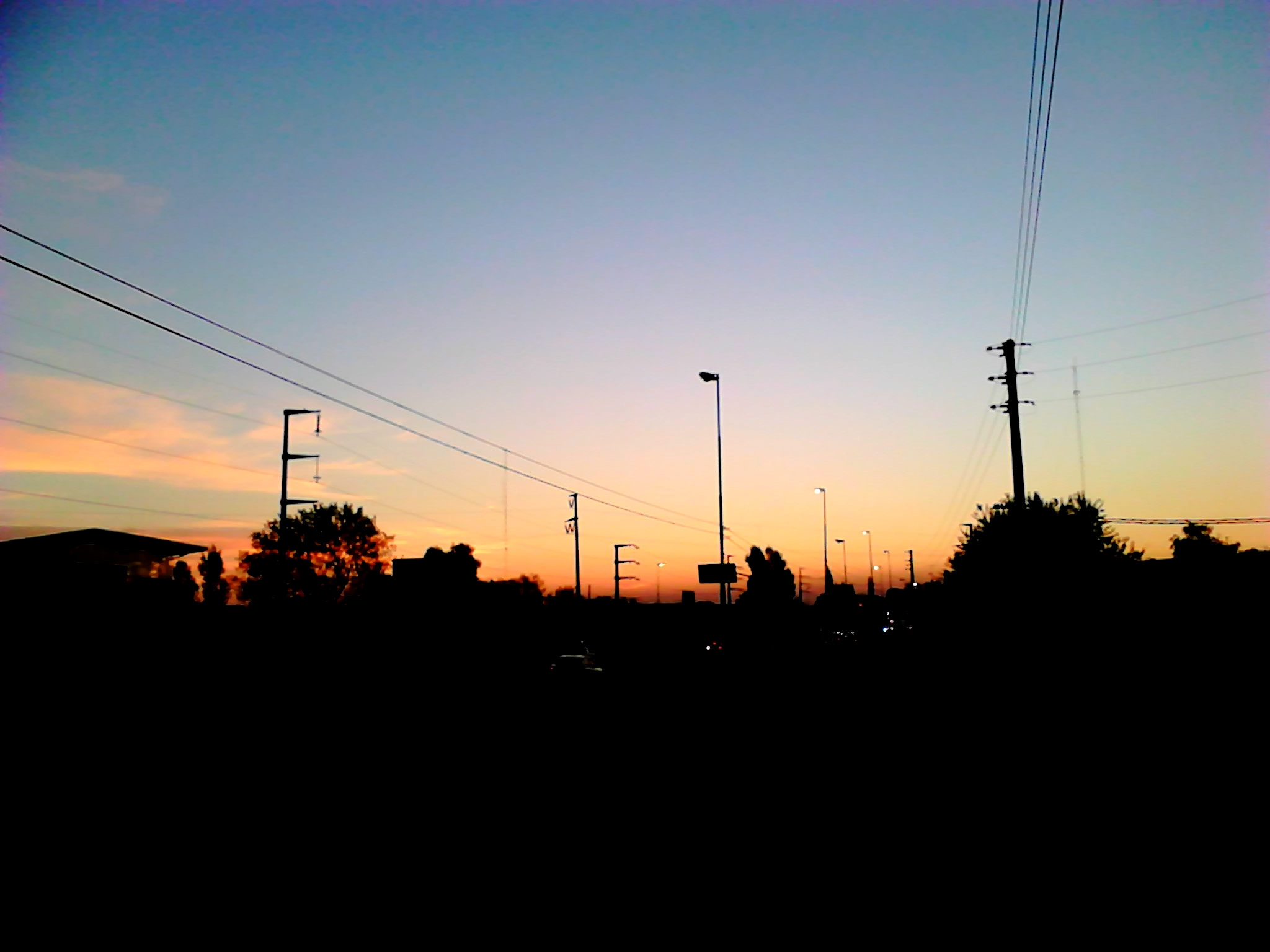
Atardecer sobre Camino de Cintura

- Luego de la nueva fundación de Buenos Aires por Juan de Garay, reparte tierras a los soldados, entre esos soldados estaba Francisco Zamora, primer ocupante de las "Lomas de Zamora". Muere en manos de los querandíes.
- 1639, Agustín Pérez y Juana de Loyola otorgan en venta las tierras a 20 km del Riachuelo, que eran del capitán don Pedro de Ibarra, con casa y estancia, quien se las había comprado al general Sebastián de Orduna. Juana de Loyola, esposa de Sebastián de Orduna y luego de Agustín Pérez, estableció uno de los primeros predios de Burzaco.
- 1750, la familia de Carlos Sandoval ocupa el parque de Corimayo.
- 1800, varias familias pueblan la zona de Burzaco: Francisco Rincón, Pantaleón Poveda, Andrés y Justo Rincón, Agustín Cepeda, Ildefonso Gallegos, Ramón Hunt y Pablo Fragas.
- Altolaguirre, primer agrónomo argentino, propietario de quintas experimentales con Santiago de Liniers con quien antes de las invasiones inglesas, investigaron sobre la conservación de carnes. Con Manuel Belgrano e Hipólito Vieytes cultivaron árboles como cáñamo, lino, olivos. También se dedicó al cultivo de cereales, a la cría de ovejas, caballos y ganado vacuno
- 1809 y 1824, ventas cuyo resultado será la actual Monte Grande en cuya zona se instalaron escoceses traídos por el ministro inglés Parish Robertson con el acuerdo de Bernardino Rivadavia; Luego de un tiempo dichas familias se van a Quilmes, San Vicente y a Chascomús. Otro grupo de familias provenía de los prisioneros ingleses de las invasiones inglesas, que decidieron luego quedarse en el país, junto a ellos algunos alemanes.
- 1815, la familia Barton, ingleses que llegaron con las invasiones; adquirieron tierras de los Avellaneda, donde establecieron un monte de damascos. Jorge Barton se casó con Francisca Etchague, se radicaron en los campos de Quilmes.

- 1824, la familia Loray, propietarios de zonas bajo la influencia de la actual Burzaco.
- 1865, se produce la llegada del ferrocarril y un apeadero cerca del kilómetro 22. El área de influencia, debido al ferrocarril, es muy grande.
- 1888, a las 3.20 del 5 de junio se produce el terremoto del Río de la Plata de 1888.
- 1965, dejó de ser un pueblo el 27 de enero de ese año, cuando fue declarada ciudad.

## Población
La localidad de Burzaco cuenta, según el censo de población y vivienda del 2001, con 86 113 habitantes (Indec, 2001). Es la ciudad más poblada del partido y la 64.ª a nivel nacional.
|           | 1869 | 1881 | 1895 | 1914 | 1947 | 1960 | 1970 | 1980 | 1991   | 2001   | 2010   | 2022   |
| Población |      |      |      |      |      |      |      |      | 71 753 | 86 113 | 88 975 | 92.915 |
| Variación | -    | %    | %    | %    | %    | %    | %    | %    | %      | %      | %      |        |

## Cultura

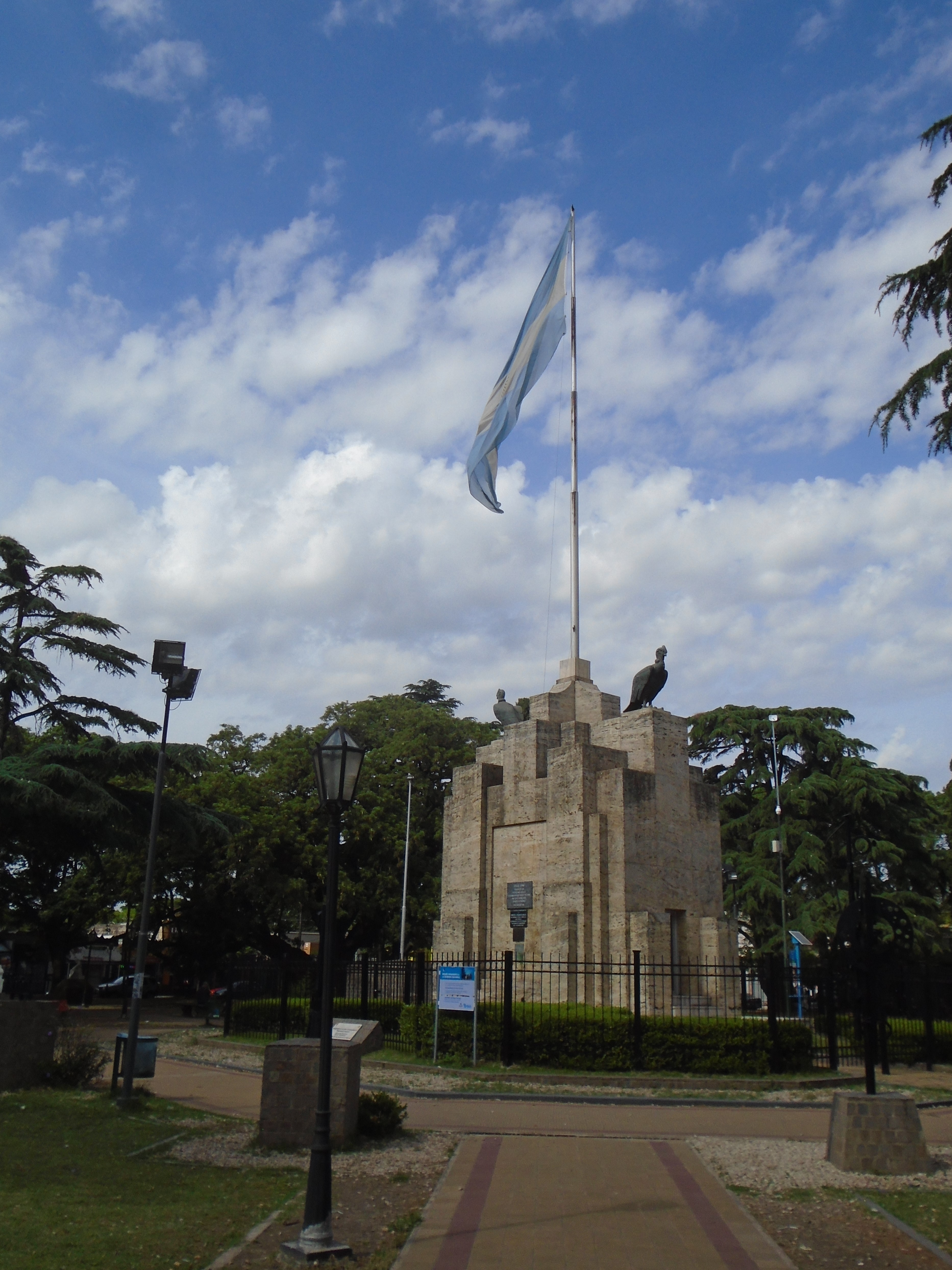
Primer Monumento a la Bandera Argentina (Burzaco).

### Monumento a la bandera
En la plaza Manuel Belgrano el 25 de marzo de 1938 fue colocada la piedra fundamental que daría origen al monumento a la bandera, que fue inaugurado el 25 de julio de 1943, lo que lo convierte en el primer monumento a la bandera en el país (incluso superando al monumento a la bandera de Rosario). En agosto del año 1937 se forma una comisión de vecinos presidida por el teniente coronel Saúl Severo Pardo, para la ejecución de un Monumento a la Bandera, tiempo antes de la institución del 20 de junio como "Día de la Bandera". 
Dos habitantes nativos, su constructor, Francisco Blumetti y el escultor Claudio León Sempere fueron los encargados de plasmar el homenaje que los habitantes de Burzaco, a través de sus donaciones, quisieron rendir al prócer y a nuestra insignia nacional. Lamentablemente, Claudio L. Sempere, su escultor, no lo vio terminado porque falleció el 15 de octubre de 1942. El monumento está construido sobre una base rectangular de 5 metros y tiene unos 8 metros de alto; su altura total es de 25 metros y está completamente revestido en mármol travertino de Mendoza y su interior está destinado a un templete con un sótano de iguales dimensiones; lo coronan dos cóndores de bronce que impactan por su tamaño cercano a los dos metros. La Cámara de Diputados, presentó un proyecto, para declararlo Monumento Histórico. Finalmente, el 31 de mayo de 2006, la Cámara de Diputados de la Provincia de Buenos Aires aprobó el proyecto presentado por el entonces intendente, Darío Giustozzi, de declararlo Monumento Histórico.

### Biblioteca Mariano Moreno
En 1916, se funda la Biblioteca Mariano Moreno, primera biblioteca pública del Partido de Almirante Brown, ubicada hoy en el edificio que también ocupan la Sociedad Cosmpolita y el Centro Municipal de Convenciones y Eventos (durante décadas en ese lugar funcionaba un cine/teatro, donde en la actualidad está situado el Espacio INCAA-Cine de Burzaco)
Cuenta con su sala de lectura con amplios ventanales que permiten una profusa iluminación natural, tiene 20 000 volúmenes en los que se incluyen textos primarios-secundarios-universitarios-técnicos-biblioteca infantil y pedagógica y variadas obras de cultura general. Además se realizan préstamos de libros a domicilio, cuyo único requisito es ser socio abonando una pequeña cuota mensual.

### Museo Claudio León Sempere
Burzaco también cuenta con un Museo, el Claudio León Sempere, creado el 18 de agosto de 1985 con aportes de artistas plásticos a nivel nacional, siendo el Primer Museo a Cielo Abierto del País y el séptimo del mundo, y que cuenta con numerosos talleres que abarcan las diferentes expresiones artísticas.

### Quinta Rocca
La Quinta Rocca está ubicada en la Av. Espora al 4200, a metros de la intersección con Av. Monteverde (Ruta 4), conocida como la Rotonda del Vapor. 
Se trata de una casona hermosa donde se encuentra un importante monte de árboles —imponentes eucaliptos, entre otras especies—, posee varias hectáreas y ha sido adquirida en el año 2007 por la municipalidad de Almirante Brown, hasta ese momento dirigida por el intendente Jorge Villaverde y actualmente por Mariano Cascallares para construir la Universidad de Almirante Brown; proyecto que está en manos de su rector organizador, el Dr. Raúl Marino.
Es el día de hoy que muchos piensan que esas tierras pertenecían al General Roca pero no es así. El apellido de los antiguos dueños era Rocca (con doble "c"), y eran inmigrantes genoveses que se instalaron en la ciudad de Buenos Aires y la quinta la utilizaban los fines de semana. 
Inicialmente era conocido como campo Rocca porque su extensión era mayor, abarcaba desde (hoy) las calles 25 de Mayo y Espora (en su lado sur) hasta Av. Monteverde (lado norte), y desde Av. Espora (antes Belgrano) hasta las vías del ferrocarril Roca.

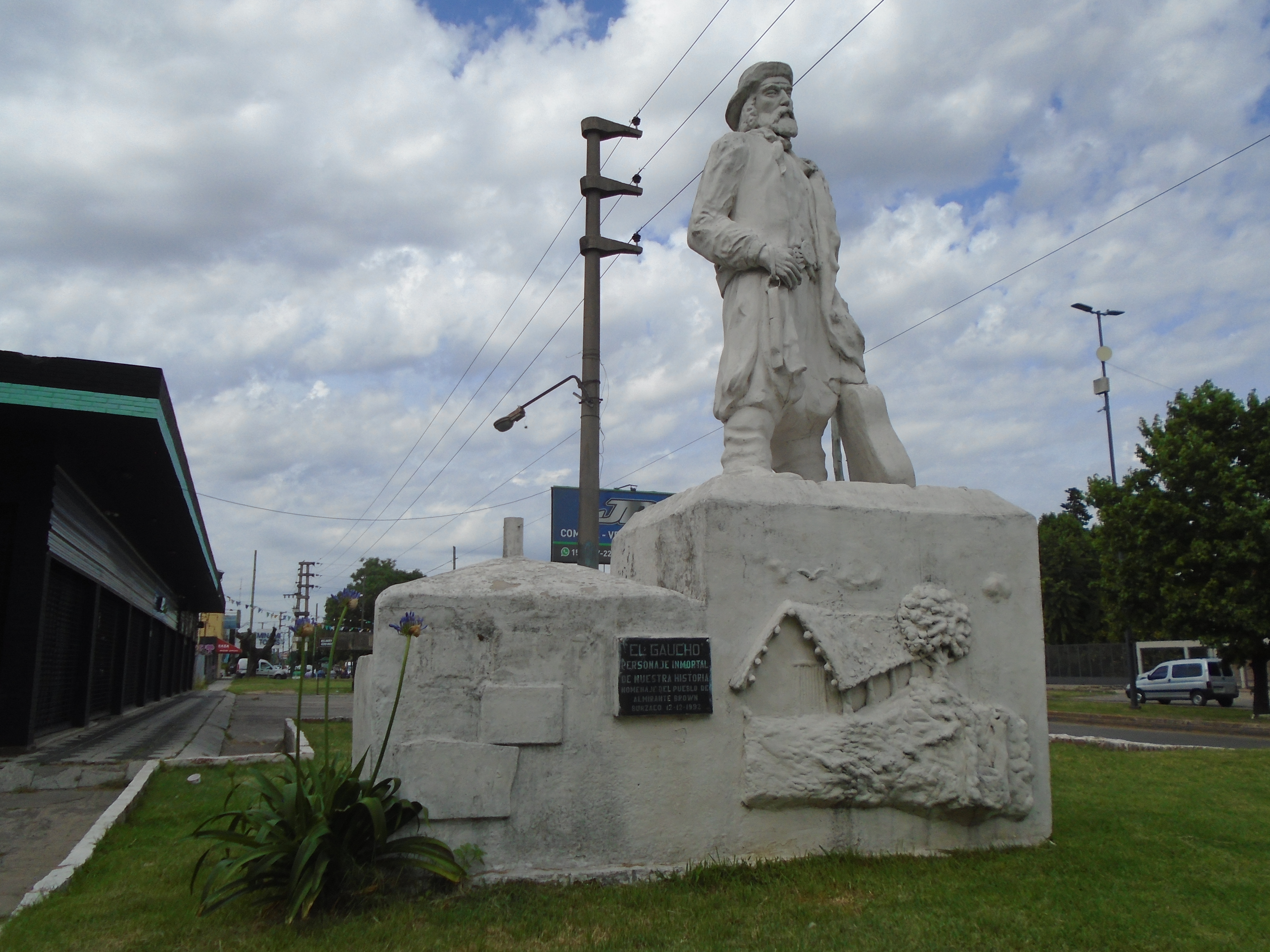
Monumento al Gaucho (Burzaco).

### Monumento al Gaucho de Almirante Brown
Dicho monumento fue inaugurado oficialmente el 12 de diciembre de 1992 en la avenida Hipólito Yrigoyen y Quintana,  de esta forma se inmortalizaba así en este distrito el permanente agradecimiento a ese hombre humilde y laborioso, concretándose una idea plasmada en el programa Concierto Nativo de Norberto López, que junto a un importante grupo de hombres y mujeres honrosos de sus tradiciones, apuntalaron el sentir profundo de homenajear eso de recordar con honor al glorioso Gaucho Argentino, hombre fundamental en las luchas por la independencia de nuestra Patria. 
La escultura fue realizada por la Sra. Patricia Simek de Liñan, de trayectoria internacional, y para orgullo de todos los amantes de las cosas nuestras destacamos que el Monumento al Gaucho de Almirante Brown es el más cercano a la Capital Federal. El mismo fue declarado de interés Municipal por el Concejo Deliberante para luego superar las fronteras del distrito declarándolo también la Cámara de Diputados de la Provincia de Buenos Aires de interés Provincial por Resolución N.º 207 del 13 de mayo de 1992, cuyo presidente por entonces, Don Osvaldo Mercuri, donó la Bandera Nacional que acompaña al gaucho en su mástil.

### Centro de Arte y Cultura de Burzaco
A dos cuadras de la estación, en noviembre de 1959 se construyó el Cine San Martín. Poseía capacidad para unos 900 espectadores y fue un referente cultural de la época.
Ante la pasividad de los municipios abandonaron poco a poco su actividad a fines de los 80 concluyendo las mismas por completo en los 90. En 2008, el ex Cine San Martín se convirtió en el Centro que hoy funciona, antes había sido un Centro de Convenciones donde la comunidad acudía para realizar eventos escolares o de la de sociedad civil sin costo alguno, fueron muchos los egresados de secundaria que allí recibieron su medalla de fin de curso, también se realizaban talleres gratuitos destinados a comunidad. Se conserva parqué original, hubo una gran tarea para conservar la boletería original de la década del 50 así como las urnas para los tickets y además se reacondicionó el teatro para que funcionara como tal con camarines nuevos para los actores y con butacas nuevas. En julio de 2009 Se firmó el convenio con el INCAA para convertir al ya renovado Cine Teatro San Martín en el Espacio INCAA km 23 “Graciela Borges” que además tuvo a la actriz como madrina en ese momento de la inauguración.

## Deportes
Burzaco cuenta con varias entidades deportivas, siendo la más importante el Club Social y Deportivo San Martín que juega en la  Primera B, tercera división del fútbol argentino, que incluye a los clubes directamente afiliados a la AFA. También cuenta con los clubes Pucará y el San Albano, ambos miembros de la Unión de Rugby de Buenos Aires.
También se destacan el Club Independiente de Burzaco, el Club Social, y el Burzaco Fútbol Club que también cuenta con un equipo de baloncesto que compite a nivel distrito, además de numerosos clubes de fútbol infantil como el Club Social y Deportivo Pueyrredón, el Club Social y Deportivo Juan Bautista Alberdi, el Club Atlético Sportivo Burzaco y el Club Social y Deportivo Arzeno, que son parte de la ADIAB (Asociación Deportiva de fútbol Infantil de Almirante Brown).

## FF.CC.

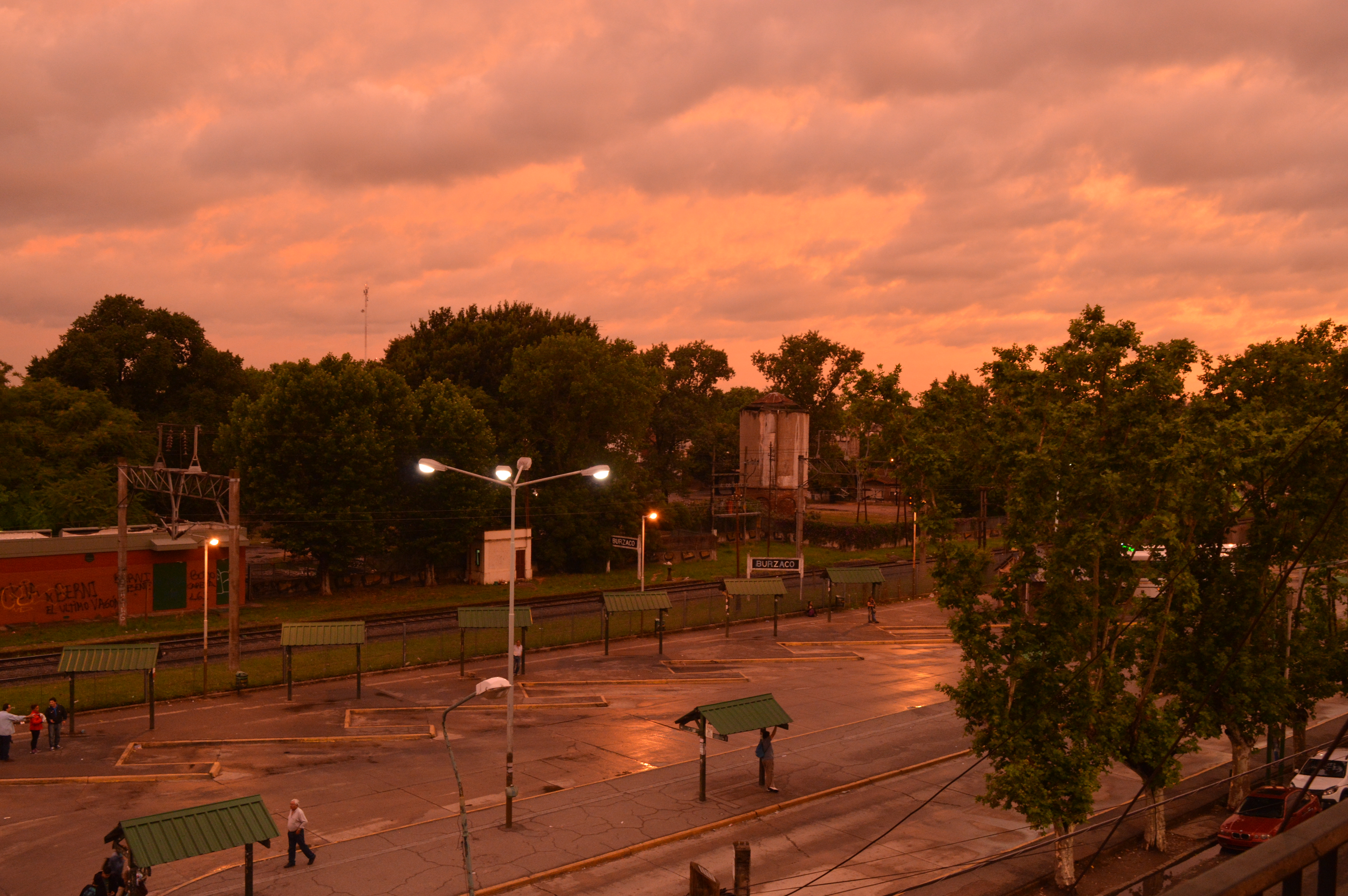
Estación de Burzaco

Corresponde al Ramal  Estación Plaza Constitución - Estación Alejandro Korn de la línea General Roca. Entre 1992 y 2007 fue concesionada por Transportes Metropolitanos Roca S. A.. Actualmente está a cargo de Trenes Argentinos.

## Ciudadanos destacados
- Claudio León Sempere (San Antonio de Areco, 11 de abril de 1884 - Burzaco, 15 de octubre de 1942)
- Juan Gujis: Nació en Burzaco en 1946. Desde hace más de 40 años se desempeña en diferentes empresas y medios periodísticos. En 1984 comenzó a consolidarse como un referente de su rubro, Fundó la revista "El Publicitario" y durante varias décadas condujo el ciclo "El Show del Clío" devenido luego en "El Show Creativo" emitido hasta 2011.
- Claudia Piñeiro: Nació  en 1960, en Burzaco. Es contadora, profesión que ejerció durante diez años, escritora, dramaturga y guionista de televisión.
- Héctor Enrique: Nació en Burzaco el 26 de abril de 1962. Jugó en Lanús, Deportivo Español y River Plate y fue campeón mundial en México 86 con la selección argentina.
- Marcelo Dos Santos: Nació en Corimayo. Actor y presentador de televisión y teatro.
- Eduardo Paz: Nació en Burzaco. Compositor de canciones de artistas internacionales como Shakira, Daniela Romo, RBD, Azúcar Moreno, Alejandra Guzmán, Jerónimo, Yuri, Ninel Conde, Pandora, Tormenta, Marcelo San Juan, Gisselle, Paty Cantú, Patricia Manterola, Alejandra Ávalos, Estéfano, etc. Productor, guionista, escritor.
- Joaquín Furriel: Nació en Burzaco. Actor.
- Gabriel Diego Fernández: Campeón olímpico con la generación dorada en Básquet.
- Andrea Álvarez: Nació en Burzaco. Música, compositora, percusionista. Acompañó a Soda Stereo.
- Juan Carlos Maccarone: Nació en Burzaco. Fue obispo de Lomas de Zamora y Santiago del Estero.
- Carlos "Charly" Iacono: Nació en Burzaco. Fue dos veces campeón mundial de Freestyle, tres veces campeón en Latinoamérica y cinco en Argentina.
- Franco Tenaglia: Nació en Burzaco, luchador de MMA
- Gabriel Rojas: Futbolista profesional de Racing Club y exjugador de San Lorenzo de Almagro.

## Educación
| Nivel Inicial Públicos J.I. N° 917 J.I. N° 918 J.I. N° 920 J.I. N° 924 J.I. N° 944 J.I. N° 950 J.I. N° 952 J.I. N° 954 Privados Pbro. Antonio Ripari La Hormiguita Viajera Mi Lugarcito Nuevo Colegio Burzaco Mis Primeros Pasos El Salvador Burbujas San José Amancio Alcorta Colegio de la Campiña Inmaculada Concepción | Nivel Primario Públicos E.P.B. N.º 3 "Bernardino Rivadavia" E.P.B. N.º 19 "José Hernández" E.P.B. N.º 13 "Benjamín Matienzo" E.P.B. N.º 20 "Juana Paula Manso" E.P.B. N.º 28 "Patricias Argentinas" E.P.B. N.º 39 "Ignacio Fermín Rodríguez" E.P.B. N.º 50 "Jorge Newbery" E.P.B. N.º 52 "Florentino Ameghino" E.P.B. N.º 53 "René Favaloro" E.P.B. N.º 56 "Leopoldo Marechal" E.P.B. N.º 59 "Manuel P. Antequeda" E.P.B. N.º 55 "Benito Quinquela Martín" E.P.B. N.º 77 "Alicia Moreau de Justo" E.P.B. N.º 78 "Atahualpa Yupanqui" Escuela Adultos N.º 704 Especiales Escuela Especial N.º 507 (Sordos e Hipoacúsicos) Escuela Especial N.º 508 (Discapacidad motora) Privados Instituto del Salvador Instituto San José Instituto Nuevo Colegio Burzaco Colegio Inmaculada Concepción Colegio del Sol Colegio de la Campiña Escuela Cristiana Evangélica Argentina Instituto Amancio Alcorta | Nivel Medio Públicos E.E.S. N.º 2 E.E.S. N.º 17 E.E.S. N.º 24 E.E.S. N.º 38 E.E.S. N.º 41 E.E.S. N.º 42 E.E.S. N.º 43 E.E.S. N.º 51 E.E.S. N.º 56 E.E.S. N.º 65 E.E.S. N.º 27 C.E.N.S. N° 460 (Adultos) Privados Instituto Amancio Alcorta Instituto del Salvador Colegio del Sol Colegio de la Campiña Escuela Evangélica Cristiana Argentina Instituto Inmaculada Concepción Instituto Juan Mantovani Escuela Media Latinoamérica Instituto Nuevo Colegio Burzaco Colegio Pbro. Antonio Ripari Instituto San José Instituto Modelo Burzaco |

## Parroquias de la Iglesia católica en Burzaco
| Diócesis   | Lomas de Zamora                                           |
| ---------- | --------------------------------------------------------- |
| Parroquias | Inmaculada Concepción, San Cayetano, Santos Pedro y Pablo |